# Brug 706
Brug 706 is een bouwkundig kunstwerk in Amsterdam Nieuw-West.
Deze zogenaamde duikerbrug stamt uit 1959 en is gelegd in de Hemsterhuisstraat over de westelijk afwateringstocht van de ringspoordijk. De brug is ontworpen door Peter Pennink die in zijn tijd bij de Dienst der Publieke Werken (1959-1964) ongeveer 25 bruggen zou ontwerpen. Pennink kwam met een zeventien meter brede betonnen brug die gedragen wordt door een betonnen paalfundering. Penninks stijl is mede terug te vinden in de afwerking van de stalen brugleuningen (zie b.v. brug 801).
Ondanks dat het omschreven staat als duikerbrug is doorvaart hier mogelijk; de doorgang is 3,50 meter breed, doorvaarthoogte 1,10m +NAP; de afwateringstocht is circa 12 meter breed. Vanwege de drassige ondergrond is de brug zelf meer dan 26 meter lang.
Brug 706 maakt deel uit van een complex kunstwerk in de doorbraak Marius Bauerstraat richting Hemsterhuisstraat. Er ligt brug 666 over de oostelijke afwateringstocht en de Hemsterhuisspoorbrug en Hemsterhuismetrobrug in de ringspoordijk.

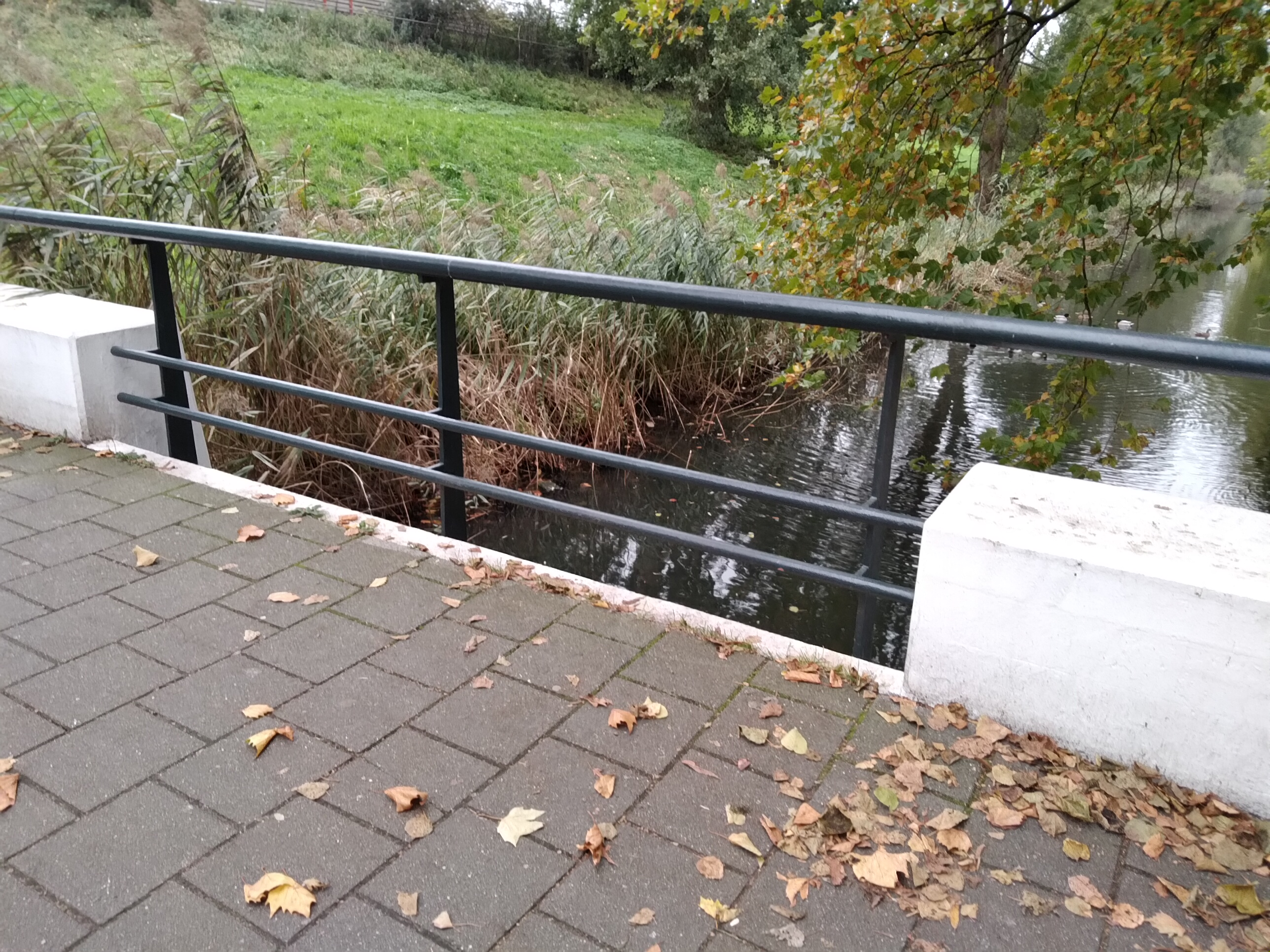
Bruglening bij duiker (oktober 2020)

<<< · 700 · 701 · 702 · 703 · 704 · 705 · 706 · 707 · 708 · 709 · 710 · 711 · 712 · 713 · 714 · 715 · 716 · 717 · 718 · 719 · 720 · 721 · 722 · 725 · 726 · 729 · 730-738 · 739 · 740 · 741 · 742 · 743 · 744 · 745 · 746 · 747 · 748 · 749 · 751 · 752 · 753 · 754 · 755 · 756 · 757 · 758 · 759 · 760 · 761 · 762 · 763 · 764 · 765 · 766 · 767 · 768 · 769 · 770 · 771 · 772 · 773 · 775 · 776 · 777 · 778 · 779 · 780 · 781 · 782 · 783 · 784 · 786 · 787 · 788 · 789 · 790 · 791 · 792 · 793 · 794 · 795 · 797 · >>>
Brugnummers  723, 724, 727, 728, 750, 774, 785, 796 (niet gerealiseerde brug over de Slotervaart), 798 en 799 zijn niet vergeven.